# Виланова дел Силаро
Вилано̀ва дел Сѝларо (на италиански: Villanova del Sillaro, на западноломбардски: Vilanöva del Silar, Виланьова дел Силар) е село и община в Северна Италия, провинция Лоди, регион Ломбардия. Разположено е на 69 m надморска височина. Населението на общината е 1831 души (към 2015 г.).